# 부산독립영화제
부산독립영화제는 부산시의 부산독립영화협회에 의해 1999년부터 개최되는 대한민국의 영화제이다.
1999년 5월에 "메이드 인 부산 독립영화제"라는 축제명으로 처음 개최되었다. 2015년에 현재의 이름 "부산독립영화제"로 변경되었다. 독립영화를 포함한 경쟁작을 상영한다.

## 역대 영화제
- 제1회 부산독립영화제
- 제2회 부산독립영화제
- 제3회 부산독립영화제
- 제4회 부산독립영화제
- 제5회 부산독립영화제
- 제6회 부산독립영화제
- 제7회 부산독립영화제
- 제8회 부산독립영화제
- 제9회 부산독립영화제
- 제10회 부산독립영화제
- 제11회 부산독립영화제
- 제12회 부산독립영화제
- 제13회 부산독립영화제
- 제14회 부산독립영화제
- 제15회 부산독립영화제
- 제16회 부산독립영화제
- 제17회 부산독립영화제
- 제18회 부산독립영화제
- 제19회 부산독립영화제
- 제20회 부산독립영화제
- 제21회 부산독립영화제
- 제22회 부산독립영화제
- 제23회 부산독립영화제
- 제24회 부산독립영화제

## 같이 보기
- 부산국제영화제